# Wang Bingqian
Wang Bingqian (chinesisch 王丙乾, Pinyin Wáng Bǐngqián; * 1925 in Hebei) ist ein chinesischer Politiker der Kommunistischen Partei Chinas.

## Leben
Im Januar 1940 wurde er Mitglied der Kommunistischen Partei Chinas. Von 1980 bis 1992 war er als Nachfolger von Wu Bo Finanzminister der Volksrepublik China. Ihm folgte im Amt als Finanzminister Liu Zhongli.